# Xanthophyllum suberosum
Xanthophyllum suberosum är en jungfrulinsväxtart som beskrevs av Cyril Tenison White. Xanthophyllum suberosum ingår i släktet Xanthophyllum och familjen jungfrulinsväxter. Inga underarter finns listade i Catalogue of Life.